# Ammunasz hettita király

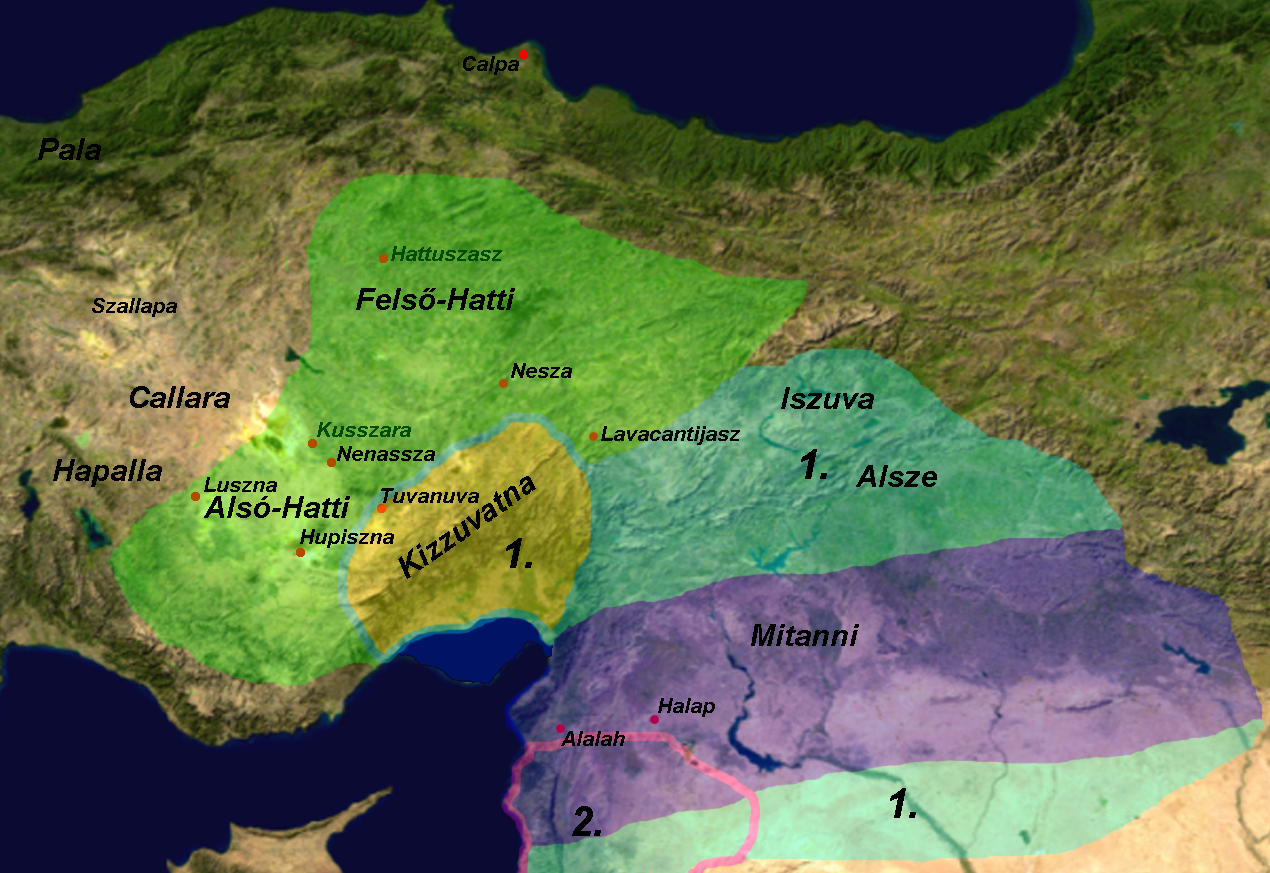
Az I. Murszilisz halálát követő időszak. Jelmagyarázat: zöld: hettita övezet, kék: Mitanni, piros: Egyiptom. 1: Mitanni térnyerése Murszilisz után, 2: Egyiptom II. Thotmesz idején

Ammunasz (hettita 𒁹𒄠𒈬𒈾𒀸 mam-mu-na-aš, Ammunaš) i. e. 15. század első fele) hettita király apagyilkosság révén került trónra, és ez a mozzanat rányomta a bélyegét egész uralkodására. Uralkodása a belső, uralkodócsaládon belüli viszályok „rendezésével” telt el. Minderről töredékesen fennmaradt krónikájából (CTH#18, Ammunasz krónikái) értesülhetünk, illetve Telipinusz proklamációjából. Ammunaszt Telipinusz annyira sötét színekkel festette meg, ami gyanússá teszi a szavahihetőségét.
Két fiáról, Tittijaszról és Hantiliszról biztosan tudjuk, hogy Ammunasz parancsára, egyik fiának, Huccijasznak segítségével gyilkolták meg családjukkal (az unokákkal) együtt. Tittijaszt Curusz – akit a GAL.MEŠEDI rangja alapján Ammunasz testvérének tartanak –, valamint annak fia, Taharvalijasz – aki vélhetően az egyik későbbi királlyal azonos – ölték meg, Hantiliszt pedig egy futár, Taruhszusz, akit Curusz küldött hozzá. E nagy családirtás okai lényegében ismeretlenek – talán Ammunasz tartott attól, hogy apjához hasonlóan jár –, de ezek az események felvezették azt a bizonytalan, több mint egy évszázadig húzódó történeti kort, amelyben a hettita királyok csaknem kizárólag gyilkosságnak estek áldozatul.
Ammunasz öt ismeretlen nevű fia túlélte Ammunaszt és Huccijaszt is, de őket Telipinusz száműzte, később mindannyian gyilkosság áldozatai lettek. Telipinusz tagadta a gyilkosságokban való részvételt, ezért itt is felmerülhet Taharvalijasz neve. A családirtás közben Ammunasznak nem maradt ideje és ereje Hatti birtokainak megtartására, jelentékeny nagyságú terület veszett el ebben az időszakban, valószínűleg csak Alsó- és Felső-Hatti maradt meg Hattuszasz irányítása alatt. Nemcsak a szíriai hódítások és a Mitanni feletti hegemón szerep veszett el, de Arzava, Luvia, Pála és Kizzuvatna is kikerült Hatti fennhatósága alól. Kizzuvatna első ismert önálló királya, Parijavatri, Iszputahszu apja erre az időre datálható.
A királyi krónika úgy is értelmezhető, hogy Nesza városát sikeresen vívta vissza, ezenkívül a neki hódoló tartományok közt Szattivara, Hulanna, Szuluki, Puruszhanda és Calpa kerül említésre.